# Fiumi di parole
"Fiumi di parole" ("Rios de palavras") foi a canção que representou a Itália no Festival Eurovisão da Canção 1997 que teve lugar em Dublin, na República da Irlanda em 3 de maio de 1997. A canção tinha sido a vencedora desse ano do Festival de Sanremo e ganhou o direito de representar a Itália, na Eurovisão. Foi a última canção a representar a Itália no Festival Eurovisão da Canção, porque desde então, o país não tem demonstrado interesse em participar na competição.
A canção foi interpretada em italiano pelo duo Jalisse. Foi a nona canção a ser interpretada na noite do festival (a seguir à canção dos Países Baixos "Niemand heeft nog tijd", interpretada pela banda Mrs. Einstein e antes da canção espanhola "Sin rencor", cantada por Marcos Llunas. A canção italiana terminou a competição num honroso 4.º lugar, tendo recebido um total de 114 pontos. Apesar da boa classificação, a Itália a partir de então nunca mais participou no Festival Eurovisão da Canção, só regressando em 2011.
Esta canção foi acusada de ser um plágio da canção de 1989 Listen to Your Heart da banda sueca Roxette.

## Autores
| AUTORES                                          |
| ------------------------------------------------ |
| Letrista: Carmen Di Domenico, Alessandra Drusian |
| Compositor: Fabio Ricci                          |
| Orquestrador: Lucio Fabbri                       |

## Letra
A canção é uma balada dramática, em que a vocalista diz ao seu amante que  "Rios de palavras " estão entre eles. Ela afirma não entender o que ele está a dizer, e acredita que ela está perdendo o respeito. Apesar disso, ela lhe diz "Eu te darei meu coração, se você quiser / Se você puder, fale com ele agora ", o que significa que ainda há alguma esperança para o relacionamento.

## Outras versões
| Outras versões                                               |
| ------------------------------------------------------------ |
| * "Ríos de palabras (2006) (castelhano)                      |
| * nova versão (2005) (italiano) [3:48]                       |
| * novo remix por Jasmina feat. Wolf (2002) (italiano) [5:26] |